# Volarice
Volarice falu Horvátországban, Lika-Zengg megyében. Közigazgatásilag Zengghez tartozik.

## Fekvése
Zengg központjától 14 km-re délkeletre, a Velebit-hegység területén, a tengerparttól 3 km-re fekszik.

## Története
A 17. század közepén 1654 körül telepítették be a török terjeszkedés elől menekülő bunyevácok harmadik hullámával. A falunak 1857-ben 824, 1910-ben 1072 lakosa volt. 1920-ig Lika-Korbava vármegye Zenggi járásához tartozott. Ezt követően előbb a Szerb–Horvát–Szlovén Királyság, majd Jugoszlávia része lett. Jugoszlávia felbomlása után 1991-ben a független Horvátország része lett. 2011-ben 86 lakosa volt, akik főként állattartással, földműveléssel és idénymunkákkal foglalkoztak.

## Lakosság
| Lakosság változása | Lakosság változása | Lakosság változása | Lakosság változása | Lakosság változása | Lakosság változása | Lakosság változása | Lakosság változása | Lakosság változása | Lakosság változása | Lakosság változása | Lakosság változása | Lakosság változása | Lakosság változása | Lakosság változása | Lakosság változása |
| ------------------ | ------------------ | ------------------ | ------------------ | ------------------ | ------------------ | ------------------ | ------------------ | ------------------ | ------------------ | ------------------ | ------------------ | ------------------ | ------------------ | ------------------ | ------------------ |
| 1857               | 1869               | 1880               | 1890               | 1900               | 1910               | 1921               | 1931               | 1948               | 1953               | 1961               | 1971               | 1981               | 1991               | 2001               | 2011               |
| 824                | 877                | 798                | 965                | 1022               | 1072               | 879                | 768                | 767                | 785                | 701                | 360                | 224                | 194                | 112                | 86                 |

## Nevezetességei
- Szent Ilona és Szent Jakab templomok romjai.
- Szent Ferenc tiszteletére szentelt temetőkápolnája.
- Krstače prehisztorikus várhely.